# Honorata Skarbek
Honorata Skarbek, wcześniej występująca pod pseudonimem Honey (ur. 23 grudnia 1992 w Zgorzelcu) – polska piosenkarka, autorka tekstów i blogerka modowa. 
Wydała cztery albumy studyjne: Honey (2011), Million (2013), Puzzle (2015) i Sunset (2018) oraz dwa minialbumy: Come Closer / Hard Drive 2012 (2012) i Codependency (2019). Za sprzedaż swoich albumów i singli otrzymała trzy złote płyty.
Laureatka nagród muzycznych, takich jak TOPtrendy 2011, Viva Comet 2012 za debiut roku, 50. KFPP w Opolu w kategorii nagroda specjalna „Super Expressu” czy Young Stars Festival 2015. Zdobyła też nominacje m.in. do Nickelodeon Kids’ Choice Awards 2013, Eska Music Awards 2013, Polsat Sopot Festival 2014 czy MTV Europe Music Awards 2014. 
Była uczestniczką lub gościem w kilku programach rozrywkowych, m.in. Dancing with the Stars. Taniec z gwiazdami i Twoja twarz brzmi znajomo. Użyczyła głosu postaciom w filmach animowanych Sing i Książę Czaruś. Materiały wideo na oficjalnym kanale Honoraty Skarbek w serwisie YouTube mają ponad 102 mln wyświetleń. Ponadto przekroczyła liczbę 37 milionów odtworzeń w serwisie Spotify.

## Życiorys
Jest córką Bożeny i Mariusza Skarbków. Ma starszego o cztery lata brata Pawła. Przed rozpoczęciem kariery muzycznej pracowała w sklepie prowadzonym przez ojca. W młodości występowała w szkolnych chórach. W wieku 14 lat zdiagnozowano u niej przewlekłą białaczkę szpikową, a dzięki przyjmowaniu leków powstrzymujących rozwój chorych komórek pozostaje w remisji.
28 marca 2011 wydała debiutancki album studyjny, zatytułowany Honey, który promowała singlami: „No One”, „Runaway” i „Sabotaż”. Została laureatką nagrody internautów na festiwalu TOPtrendy 2011 w Sopocie i nagrody Viva Comet 2012 za debiut roku. Była ambasadorką reklamową marki odzieżowej MOODO (2011) i ambasadorką kosmetyków marki C-Thru (2014). W stworzyła markę modową Soul Bird oraz zaprojektowała t-shirty dla marki MOODO i bluzy dla sklepu internetowego loveitshop.com, a także wystąpiła w charakterze modelki w pokazie Violi Piekut.

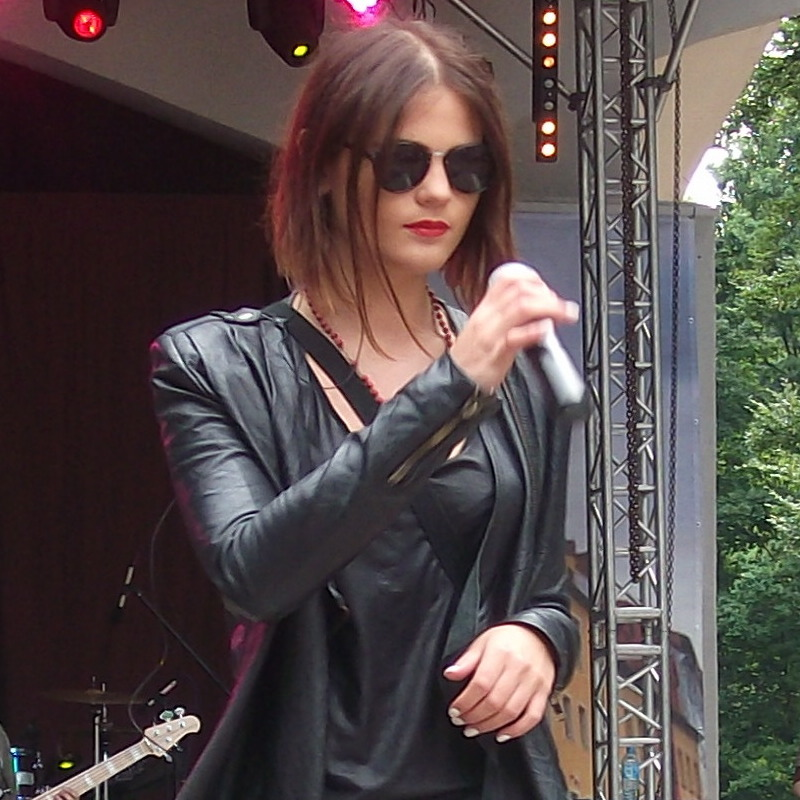
Skarbek na Dniach Zgorzelca (2013)

W lutym 2013 otrzymała nominację do Kids’ Choice Awards 2013 dla ulubionej polskiej gwiazdy. W następnym miesiącu wystąpiła jako support przed koncertem Justina Biebera w hali Atlas Arena w Łodzi. 16 kwietnia wydała album pt. Million, który promowała singlami: „LaLaLove”, „Nie powiem jak” i „Insomnia” oraz piosenką „Fenyloetyloamina”, która znalazła się na reedycji płyty, zaś anglojęzyczną wersję „LaLaLove” – „Don’t Love Me” – promowała poza granicami Polski. Z utworem „Nie powiem jak” brała udział w konkursie SuperPremiery podczas 50. KFPP w Opolu, w którym otrzymała nagrodę specjalną od „Super Expressu”. Również w 2013 zaprojektowała własną kolekcję ubrań „Million”.
14 lipca 2014 za wysoką sprzedaż albumów Honey i Million odebrała certyfikaty złotych płyt. 23 sierpnia z utworem „Sabotaż” wzięła udział w konkursie o Słowika Publiczności na 49. Polsat Sopot Festivalu. W tym samym roku była uczestniczką drugiej edycji programu rozrywkowego Dancing with the Stars. Taniec z gwiazdami w telewizji Polsat. 31 lipca 2015 wydała album pt. Puzzle, który promowała singlami: „GPS”, „Naga”, „Damy radę” i „Morze słów”. W grudniu tego samego roku wydała świąteczny utwór „Święta cały rok”.
11 maja 2018 wydała album pt. Sunset wydany 11 maja 2018, który promowała singlami: „Na koniec świata” (2017) i „Zasady” (2018). W lipcu 2018 wraz z Martą Gałuszewską i Eweliną Lisowską nagrała piosenkę „Tylko mój” promującą film animowany Książę Czaruś, w którym użyczyła głosu Śpiącej Królewnie. Jesienią tego samego roku uczestniczyła w 10. edycji programu Twoja twarz brzmi znajomo w Polsacie. 30 listopada wydała wideoklip do utworu „Chora”, który nagrała w duecie z Wdową, a po wydaniu teledysku zakończyła współpracę z wytwórnią muzyczną Magic Records.
W maju 2019 podpisała kontrakt z My Music, pod której szyldem zadebiutowała singlem „Friendzone”. Do końca roku opublikowała jeszcze dwa single: „IYO” i „Desire”, a tym drugim promowała minialbum pt. Codependency. W 2020 wydała single: „Związek X” z gościnnym udziałem Cooksa i „Perseidy”, a także wzięła udział w akcji Hot16Challenge. W 2021 wydała utwór „Holy Grail”, który nagrała z gościnnym udziałem rapera Floral Bugs, oraz singiel „Recepta”. 19 lipca 2022 wydała singel „Wulkan”. Otworzyła również swój sklep internetowy Naturalna Drogeria. W 2023 wydała single: „Ogień” i „You Can’t Sit with Us” z Malikiem Montaną. Następnie wydała utwory: „Summer Love” i „Spadająca gwiazda”. W 2024 stworzyła podcast Wonder Woman, w wyniku czego w marcu 2024 wydała singiel o tym samym tytule.

## Dyskografia

### Albumy studyjne
| Rok                                                     | Dane dot. albumu | Najwyższa pozycja na liście | Certyfikat         | Sprzedaż       |
| Rok                                                     | Dane dot. albumu | POL                         | Certyfikat         | Sprzedaż       |
| ------------------------------------------------------- | --- | --------------------------- | ------------------ | -------------- |
| 2011                                                    | Honey - Wydany: 28 marca 2011 - Wytwórnia: Universal Music Polska, Magic Records - Formaty: CD, digital download, streaming      | –                           | - POL: złota płyta | - POL: 15 000+ |
| 2013                                                    | Million - Wydany: 16 kwietnia 2013 - Wytwórnia: Universal Music Polska, Magic Records - Formaty: CD, digital download, streaming | 39                          | - POL: złota płyta | - POL: 15 000+ |
| 2015                                                    | Puzzle - Wydany: 31 lipca 2015 - Wytwórnia: Universal Music Polska, Magic Records - Formaty: CD, digital download, streaming     | 28                          |                    |                |
| 2018                                                    | Sunset - Wydany: 11 maja 2018 - Wytwórnia: Universal Music Polska, Magic Records - Formaty: CD, digital download, streaming      | 27                          |                    |                |
| „–” oznacza, że album nie był notowany na danej liście. | |                             |                    |                |

### Minialbumy
| Rok  | Dane dot. albumu |
| ---- | --- |
| 2012 | Come Closer / Hard Drive 2012 - Wydany: 14 maja 2012 - Wytwórnia: Universal Music Polska, Magic Records - Formaty: digital download, streaming |
| 2019 | Codependency - Wydany: 8 listopada 2019 - Wytwórnia: My Music - Formaty: CD, digital download, streaming                                       |

### Single
| Rok | Tytuł                                                   | Najwyższe pozycje na listach | Najwyższe pozycje na listach | Najwyższe pozycje na listach | Najwyższe pozycje na listach | Najwyższe pozycje na listach | Najwyższe pozycje na listach | Najwyższe pozycje na listach | Najwyższe pozycje na listach | Certyfikat         | Sprzedaż       | Album                             |
| Rok | Tytuł                                                   | POL (streaming)              | POL (airplay nowości)        | POL (airplay TV)             | RMF                          | Eska                         | Maxxx                        | SLiP                         | WiR                          | Certyfikat         | Sprzedaż       | Album                             |
| --- | ------------------------------------------------------- | ---------------------------- | ---------------------------- | ---------------------------- | ---------------------------- | ---------------------------- | ---------------------------- | ---------------------------- | ---------------------------- | ------------------ | -------------- | --------------------------------- |
| 2011 | „No One”                                                | X                            | –                            | 4                            | –                            | 3                            | 1                            | –                            | –                            |                    |                | Honey (+ reedycja)                |
| 2011 | „Runaway”                                               | X                            | 2                            | –                            | 3                            | 6                            | 1                            | –                            | –                            |                    |                | Honey (+ reedycja)                |
| 2011 | „Sabotaż”                                               | X                            | 1                            | –                            | 2                            | –                            | 1                            | –                            | –                            |                    |                | Honey (+ reedycja)                |
| 2012 | „LaLaLove”                                              | X                            | –                            | –                            | –                            | –                            | –                            | –                            | 1                            |                    |                | Million (+ reedycja)              |
| 2013 | „Nie powiem jak”                                        | X                            | 1                            | 1                            | 2                            | 2                            | 4                            | –                            | 14                           |                    |                | Million (+ reedycja)              |
| 2013 | „Insomnia”                                              | X                            | –                            | –                            | –                            | –                            | –                            | –                            | –                            |                    |                | Million (+ reedycja)              |
| 2013 | „Fenyloetyloamina”                                      | X                            | –                            | –                            | –                            | –                            | –                            | –                            | –                            |                    |                | Million (+ reedycja)              |
| 2014 | „GPS”                                                   | X                            | –                            | –                            | –                            | –                            | –                            | –                            | –                            |                    |                | Puzzle                            |
| 2014 | „Naga”                                                  | X                            | –                            | –                            | –                            | –                            | –                            | –                            | –                            |                    |                | Puzzle                            |
| 2015 | „Damy radę”                                             | X                            | –                            | –                            | –                            | –                            | –                            | –                            | –                            |                    |                | Puzzle                            |
| 2015 | „Morze słów”                                            | X                            | –                            | –                            | –                            | –                            | –                            | –                            | –                            |                    |                | Puzzle                            |
| 2015 | „Święta cały rok”                                       | X                            | –                            | –                            | –                            | –                            | –                            | –                            | –                            |                    |                | –                                 |
| 2017 | „Na koniec świata”                                      | X                            | –                            | –                            | –                            | –                            | –                            | –                            | 11                           |                    |                | Sunset                            |
| 2018 | „Zasady”                                                | X                            | –                            | –                            | –                            | –                            | –                            | 44                           | –                            |                    |                | Sunset                            |
| 2018 | „Tylko mój” (oraz Marta Gałuszewska i Ewelina Lisowska) | X                            | –                            | –                            | –                            | –                            | –                            | –                            | –                            |                    |                | Książę Czaruś (ścieżka dźwiękowa) |
| 2018 | „Świat jest nasz”                                       | X                            | –                            | –                            | –                            | –                            | –                            | –                            | –                            |                    |                | Sunset                            |
| 2018 | „Chora” (gościnnie: Wdowa)                              | X                            | –                            | –                            | –                            | –                            | –                            | –                            | –                            |                    |                | Sunset                            |
| 2019 | „Friendzone”                                            | X                            | –                            | –                            | –                            | –                            | –                            | –                            | –                            |                    |                | –                                 |
| 2019 | „IYO” (gościnnie: Iwaro)                                | X                            | –                            | –                            | –                            | –                            | –                            | –                            | –                            |                    |                | –                                 |
| 2019 | „Desire”                                                | X                            | –                            | –                            | –                            | –                            | –                            | –                            | –                            |                    |                | Codependency                      |
| 2019 | „Ego”                                                   | X                            | –                            | –                            | –                            | –                            | –                            | –                            | –                            |                    |                | Codependency                      |
| 2020 | „Związek X” (gościnnie: Cooks)                          | X                            | –                            | –                            | –                            | –                            | –                            | –                            | –                            |                    |                | –                                 |
| 2020 | „Perseidy”                                              | X                            | –                            | –                            | –                            | –                            | –                            | –                            | –                            |                    |                | –                                 |
| 2021 | „Holy Grail” (gościnnie: Floral Bugs)                   | X                            | –                            | –                            | –                            | –                            | –                            | –                            | –                            |                    |                | –                                 |
| 2021 | „Recepta”                                               | X                            | –                            | –                            | –                            | –                            | –                            | –                            | –                            |                    |                | –                                 |
| 2022 | „Wulkan”                                                | X                            | –                            | –                            | –                            | –                            | –                            | –                            | –                            |                    |                | –                                 |
| 2023 | „Ogień”                                                 | –                            | X                            | X                            | –                            | –                            | –                            | –                            | –                            |                    |                | –                                 |
| 2023 | „You Can’t Sit with Us” (oraz Malik Montana)            | 28                           | X                            | X                            | –                            | –                            | –                            | –                            | –                            | - POL: złota płyta | - POL: 25 000+ | –                                 |
| 2023 | „Summer Love”                                           | –                            | X                            | X                            | –                            | –                            | –                            | –                            | –                            |                    |                | –                                 |
| 2023 | „Spadająca gwiazda”                                     | –                            | X                            | X                            | –                            | –                            | –                            | –                            | –                            |                    |                | –                                 |
| 2024 | „Wonder Woman”                                          | –                            | X                            | X                            | –                            | –                            | –                            | –                            | –                            |                    |                | –                                 |
| 2024 | „Dreszcze”                                              | –                            | X                            | X                            | –                            | –                            | –                            | –                            | –                            |                    |                | –                                 |
| 2024 | „Alarm”                                                 | –                            | X                            | X                            | –                            | –                            | –                            | –                            | –                            |                    |                | –                                 |
| „–” oznacza, że singel nie był notowany na danej liście. „X” oznacza, że lista nie istniała w danym okresie. |                                                         |                              |                              |                              |                              |                              |                              |                              |                              |                    |                |                                   |

### Z gościnnym udziałem
| Rok  | Tytuł                                                      | Album      |
| ---- | ---------------------------------------------------------- | ---------- |
| 2025 | „Kochaj albo zostaw” (Asster, gościnnie: Honorata Skarbek) | Oko Horusa |

### Single promocyjne
| Rok  | Tytuł           | Album   |
| ---- | --------------- | ------- |
| 2011 | „Sabotage”      | Honey   |
| 2013 | „Don’t Love Me” | Million |

### Pozostałe utwory
| Rok  | Utwór | Album                          |
| ---- | --- | ------------------------------ |
| 2009 | „Upodabniam się do siebie” | –                              |
| 2013 | „Lulajże, Jezuniu” (oraz Jagoda Chowaniec) | Dar Serca – Kolędy z gwiazdami |
| 2013 | „Gdy śliczna Panna” (wszyscy artyści z dziećmi) | Dar Serca – Kolędy z gwiazdami |
| 2014 | „Niemożliwe” (Lubert, gościnnie: Honorata Skarbek) | Z miłości do muzyki            |
| 2014 | „Wśród nocnej ciszy” (oraz Aniela Oleszak) | Siemacha po kolędzie           |
| 2014 | „Pójdźmy wszyscy do stajenki” (oraz Rafał Brzozowski, Marcin Kindla, Margaret, Natali, Sarsa, Jakub Szwast, Pamela Stone, Marcin Spenner, Adi Kowalski, Maria Niklińska, Kasia Popowska, Kasia Ignatowicz) | Siemacha po kolędzie           |

### Teledyski
- 2010: Robert M – „Dance Hall Track”[100]
- 2011: „No One”
- 2011: „Runaway”
- 2012: „Sabotaż”
- 2012: „Sabotage”
- 2012: „Wings Up” (fan video)
- 2012: „LaLaLove”
- 2013: „Don’t Love Me”
- 2013: „Nie powiem jak”
- 2013: „Insomnia”
- 2013: „Fenyloetyloamina”
- 2013: „Gdy śliczna Panna” (gościnnie)
- 2014: „GPS”
- 2014: „Naga”
- 2015: „Damy radę”
- 2015: „Morze słów”
- 2015: „Święta cały rok”
- 2017: „Na koniec świata”
- 2018: „Zasady”
- 2018: „Tylko mój”
- 2018: „Świat jest nasz”
- 2018: „Chora”
- 2019: „Friendzone”
- 2019: „IYO”
- 2019: „Desire”
- 2019: „Ego”
- 2020: „Związek X”
- 2020: „Perseidy”
- 2021: „Holy Grail”
- 2021: „Recepta”
- 2022: „Wulkan”
- 2023: „Ogień”
- 2023: „You Can’t Sit with Us”
- 2023: „Summer Love”
- 2024: „Wonder Woman”
- 2024: „Alarm”
- 2025: „Kochaj albo zostaw” (gościnnie)

## Dubbing
- 2017: Sing jako Becky
- 2018: Książę Czaruś jako Śpiąca Królewna

## Trasy koncertowe
- The Sabotage Tour (2011–2013)[101]
- My Name is Million Tour (2013–2014)[101]
- Puzzle Tour (2015–2016)[101]

Gościnnie
- Believe Tour Justina Biebera (2013; Łódź)[19]

## Nagrody i nominacje
| Rok  | Konkurs                      | Kategoria                                  | Rezultat                   |
| ---- | ---------------------------- | ------------------------------------------ | -------------------------- |
| 2011 | TOPtrendy 2011               | Nagroda internautów (z utworem „Runaway”)  | Wygrana                    |
| 2011 | Famka 2011                   | Wokalistka roku                            | Wygrana                    |
| 2012 | VIVA Comet 2012              | Debiut roku                                | Wygrana                    |
| 2012 | VIVA Comet 2012              | Najlepsze na VIVA-TV.pl („Runaway”)        | Nominacja                  |
| 2012 | Plebiscyt RMFon.pl           | Najlepszy album 2011 roku (Honey)          | 4. miejsce                 |
| 2013 | Kids’ Choice Awards 2013     | Ulubiona polska gwiazda                    | Nominacja                  |
| 2013 | 50. KFPP w Opolu             | SuperPremiery (z utworem „Nie powiem jak”) | Nominacja                  |
| 2013 | 50. KFPP w Opolu             | Nagroda specjalna Super Expressu           | Wygrana                    |
| 2013 | Eska Music Awards 2013       | Najlepsza artystka                         | Nominacja                  |
| 2013 | Glam Awards 2013             | Gwiazda roku                               | Nominacja                  |
| 2013 | Glam Awards 2013             | Nadzieja roku                              | Nominacja                  |
| 2013 | Glam Awards 2013             | Modny debiut Eska.pl                       | Nominacja                  |
| 2014 | Polsat Sopot Festival        | Słowik Publiczności (z utworem „Sabotaż”)  | Nominacja                  |
| 2014 | MTV Europe Music Awards 2014 | Najlepszy polski wykonawca                 | Nominacja do dzikiej karty |
| 2015 | Young Stars Festival 2015    | Teledysk roku („Naga”)                     | Wygrana                    |
| 2016 | Gwiazdy Dobroczynności 2016  | Ekologia                                   | Nominacja                  |

### Wcześniejsze osiągnięcia
- 1. miejsce w dolnośląskim konkursie poezji śpiewanej za wykonanie utworu „Szyby” z musicalu Metro (Wrocław, 2009)[4]
- 3. miejsce w Polsce w konkursie Motoroli „Motorockstar 2008/2009”, gdzie w jury zasiedli Wyclef Jean oraz Fergie z The Black Eyed Peas, oraz zyskanie kilkutysięcznej oglądalności i zajęcie tym samym 1. miejsca internautów[4]
- Udział w finale konkursu Coke Live Music Fresh Noise 2010[4]
- 5. miejsce w dziennym, światowym rankingu na YouTube, gdzie znalazła się obok między innymi Michaela Jacksona i Justina Biebera[4]